# Football Club Black Stars 1907
Le Fussballclub Black Stars 1907 couramment appelé Black Stars est un club de football basé à Bâle en Suisse et fondé en 1907 sous le nom Fussballclub Black Stars Bâle 1907.
Il évolue en 1re Ligue Classic (quatrième division suisse).

## Histoire
Le club est fondé le 12 mars 1907 à Bâle. En 1926, le club remporte la Série Promotion, la deuxième division suisse, mais échoue lors des barrages de promotion contre le FC Granges. 
En 1930, le Black Stars est promu pour la première fois en première division suisse mais avec une seule victoire le club est relégué en fin de saison.
En 2019, le club est promu en troisième division suisse après les matchs de barrage contre le FC Baden (défaite 2-1 à domicile puis victoire 4-0 à l'extérieur).
Lors de la saison 2021-2022, le club termine 15e et est relégué en 1re Ligue Classic (quatrième division suisse).